# Stefan Czarniecki
Stefan Czarniecki (n. 1599 – d. 16 februarie 1665) a fost un Hatman de câmp al Coroanei și membru al șleahtei Uniunii statale polono-lituaniene. El este considerat unul dintre cei mai de succes comandanți militari și un erou național al Poloniei. El și-a adus o contribuție marcantă la luptele din timpul Răscoalei lui Hmelnițki, Primul Război Nordic și a Războiului polono-suedez (cunoscut în istoriografia poloneză și ca „Potopul”). În timpul „Potopului”, el a folosit cu succes tacticile războiului de gherilă, contribuind în mod hotărâtor la victoria polonezilor. Rolul foarte important al lui Stefan Czarniecki în istoria Poloniei este subliniat prin menționarea sa în versurile imnului național.

## Biografia

### Primii ani ai carierei

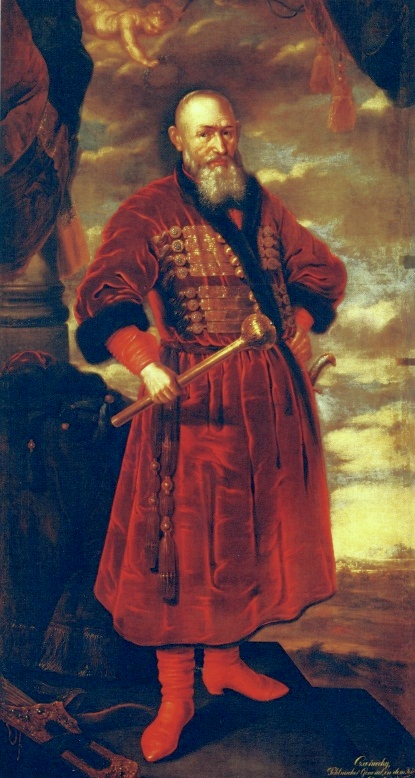
hatmanul Stefan Czarniecki în ținută vișinie, cu buzduganul gradului în mână. Culoarea hainelor sale „karmazynowe” era semn al bogăției și rangului militar – maganții erau supranumiți și karmazyni.

Stefan Czarniecki în 1599 pe moșia familiei din Czarnca (în apropiere de Włoszczowa), într-o familie de șleahtici. Data exactă a nașterii sale nu este cunoscută. Cei mai mulți istorici consideră că s-a născut în 1599, dar alții precum Zdzisław Spieralski consideră ca posibil anul 1604. Tatăl lui, Krzysztof Czarniecki, a participat la o serie de războaie la sfârșitul secolului al XVI-lea și la începutul celui de-al XVII-lea și a devenit în cele din urmă curtean al reginei consoarte Constance de Austria . Deși unii istorici (Mirosław Nagielski) afirmă că familia Czarniecki nu era una bogată, ceea ce ar fi fost o limitare a șanselor în viață ale tânărului Stefan, alții (Leszek Podhorodecki) au demonstrat că acești șleahtici erau proprietarii mai multor sate și chiar a unui orășel, adică nu făceau parte din nobilimea măruntă. Stefan s-a născut ca al șaselea copil dintre cei nouă frați și o soră, moștenirea sa fiind astfel mică. Dată fiind afaptul că tată său, Krzysztof, era un apropiat al reginei, Stefan s-a putut face remarcat și a devenit la rândul lui un curtean.
Despre copilăria lui Stefan nu se cunoaște nimic. Părinții lui Stefan nu și-au permis luxul să îl trimită la studii în străinătate (doar unul dintre frații săi a studiat la o universitate). El urmat cursurile unui colegiu iezuit din Kraków sau din Sandomierz . Greutățile materiale l-au împins pe tânărul  Czarniecki să îmbrățișeze de timpuriu cariera militară. A devenit membru al curții prințului (viitorul rege) Ioan Cazimir al II-lea Vasa . Cum nu și-a permis să plătească pentru echipamentul de husar, el a fost nevoit să se înroleze în 1621 în unitățile de mercenari  lisowczycy  ca  towarzysz. La 18 ani, când devenise deja ofițer, a luat parte la Bătălia de la Hotin din 1621, care a pus capăt unui război de doi ani cu Imperiul Otoman. Anii de la începutul carierei sale militare, petrecute  alături de mercenarii „lisowczycy”, l-au influențat în mod hotărâtor, tacticile adoptate în anii următori fiind caracterizate de lipsa de scrupule în vederea obținerii victoriei.
În 1623, Stefan a intrat în slujba trupelor regulate în 1623, când fratele său Pawel a fost numit rotmistrz într-o unitate de cavalerie ușoară de cazaci, acesta din urmă recrutându-și pe unii dintre frați . Tinerii Czarniecki au luptat sub comanda hatmanului Stanisław Koniecpolski în campania în campania împotriva tătarilor din 1624 (participând la bătălia de la Martynów). În 1625 ei au luat parte la luptele pentru înăbușirea rebeliunii cazacilor lui Marko Jmailo (Marek Żmajło). În anii care au urmat, Stefan a luptat în Războiul Polono-Suedez împotriva lui Gustav Adolf . Unitatea de cavalerie ușoară din care făcea parte a fost utilizată în acțiuni de recunoaștere, diversiune și efectuarea de raiduri în teritoriul inamic. În 1627, Stefan a luptat din nou sub comanda fratelui să și a fost înaintat la gradul de stegar (chorąży). El a participat la bătălia de la Dirschau de pe 6-7 august 1627, în care regele suedez Gustav Adolf a fost rănit grav. Stefan Czarniecki și-a desăvârșit pregătirea militară învățând de la comandantul său, hatmanul Koniecpolski, dar și de la cazaci,tătari și nu în ultimul rând de la suedezi .
După  terminarea Războiului Polonezo-Suedez, Czarniecki s-a înrolat în 1630 în trupele habsburgilor Sfântului Imperiu Roman și a continuat luptele împotriva suedezilor, participând la bătălia de la Breitenfeld. În 1633, el s-a reîntors în Polonia, înrolându-se sub comanda noului rege polonez Vladislav al IV-lea Vasa împotriva Cnezatul Moscovei în Războiul Smolenskului care a durat până în 1634. În acest război, Czarniecki a învățat o serie de tactici occidentale, folosite de mercenari. În decembrie 1633, Czarniecki a condus cu mare succes o unitate mobilă cu care a atacat spatele liniilor rușilor, jefuind, distrugând satele, liniile de aprovizionare și, în cele din urmă, incendiind orașul Kozelsk. Pentru faptele sale de arme din timpul Războiului Smolenskului, (în timpul căruia a fost avansat la gradul de porucznik al unui regiment de cazaci), el a primit o proprietate în voievodatul Smolensk, lângă Starodub .
După război, el s-a mutat într-o mult mai prestigioasă unitate de husari și, datorită reducerilor bugetare care au afectat efectivele armatei regale, el a trecut în slujba armatei private a lui Władysław Myszkowski iar mai apoi a voievodului Stanisław Lubomirski. Se pare că în 1635 a devenit consilierul militar a l lui Ioan Cazimir al II-lea Vasa, pe care este posibil să-l fi însoțit la Viena . În 1637 el s-a căsătorit cu  Zofia Kobierzycka. În același an, Czarniecki a participat la înăbușirea răscoalei cazacilor conduși de Paweł Michnowicz  și a luptat în bătălia de la Kumejki. Asaltul de cavalerie pe care l-a condus Czarniecki a contribuit în mod hotărâtor la victoria polonezilor.

### În Ucraina

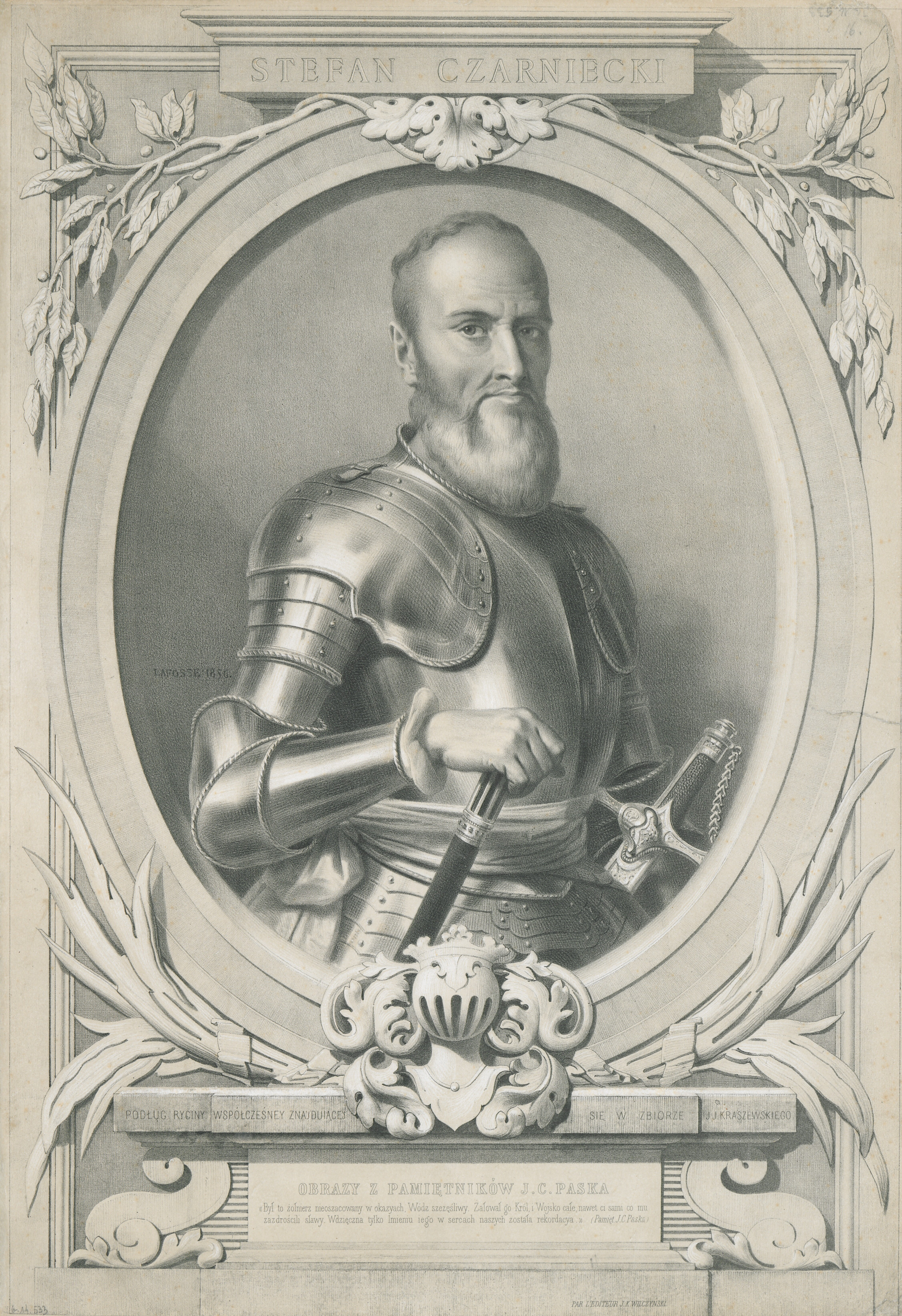
Stefan Czarniecki

Pentru următorii ani, Czarniecki a slujit în regiunea de frontierei sud-estice. El a luat parte sub comanda hatmanului Koniecpolski la bătălia de la Ochmatówde la 1644, unde Rzeczpospolita a reușit să zdrobească forțele lui Tugay Bey.
El a luptat sub comanda mai multor polcovnici din armata lui Koniecpolski și a reușit să se remarce din nou prin contribuțiile decisive ale șarjelor de cavalerie pe care le-a condus.  În acest an a devenit regimentarz în cadrul unității sale de cavalerie ușoară, dar păstrat și gradul de  porucznik (locotenent) de husari.
Czarniecki a participat în mod activ la bătăliile împotriva cazacilor din timpul Răscoalei lui Hmelnițiki. Pe 16 mai 1648, el fost luat prizonier împreună cu numeroși alți nobili polonezi de către cazaci, după Bătălia de la Żółte Wody, dar a fost eliberat după plata unei răscumpărări. El a participat la apărarea fortăreței Kudak, a cărei garnizoane a fost obligată să capituleze pe 26 septembrie. Czarniecki a fost luat prizonier a doua oară și a fost eliberat doar în toamna anului 1649, după semnarea tratatului de la Zborov. Czarniecki și-a continuat serviciul militar în unitatea de husari a hatmanului Mikołaj Potocki. Sub comanda hatmanului a îndeplinit funcția de judecător militar și, ca membru al statului său major, a participat la întâlnirea cu regele Poloniei,  Ioan Cazimir al II-lea Vasa. A luat parte la bătăliile de la Beresteczko și Białą Cerkwią (Bila Țerkva) din 1651. A primit titlul de stegar de Sandomierz și a fost ales ca deputat al armatei pentru Seimul din ianuarie 1652. După reîntoarcerea de la lucrările Seimului, a fost martorul (după cum afirmă Nagielski) la masacrarea prizonierilor polonezi după înfrângerea forțelor Rzeczpospolitei în bătălia de la Batoh. Acest eveniment l-ar fi făcut pe Czarniecki să respingă orice compromis cu inamicii. Pe de altă parte, Podhorodecki arată că istoricul Wojciech Jacek Długołecki nu crede în prezența lui Czarniecki pe câmpul de luptă de la Batoh, neexistând dovezi credibile pentru susținerea acestei ipoteze. Uciderea prizonierilor polonezi nu a făcut decât să întețească conflictul polono-ucrainean. Într-o scrisoare, Czariecki avea să afirme că, dacă i s-ar pune la dispoziție o forță militară suficient de mare, el i-ar ucide pe majoritatea rutenilor.
Mai târziu, în același an, Czarniecki a primit din partea regelui noi moșii și titlul de intendent (oboźny) al Coroanei. În 1653 a participat la o misiune de pedepsire în ținuturile controlate de cazaci. Unitatea sa a provocat distrugeri importante în regiune, dar a avut parte de pierderi importante În această campanie, Czarniecki a fost rănit într-o luptă la Monastîrîska. În ciuda rănilor și pierderilor de personal, el a participat la o nouă campanie anticăzăcească în 1654, iar în anul următor a luat parte la bătălia de la Ohmativ.
În mai 1655 el a fost chemat la Varșovia de către regele Ioan Cazimir, care a considerat că experiența lui Czarniecki va fi de folos în consiliul de război convocat pentru discutarea amenințării suedeze. În acele vremuri, reputația lui Czarniecki era importantă: Seimul îi recunoscuse public aportul la lupta pentru recucerirea Ucrainei, iar otomanii, aliați temporar cu Polonia, își exprimaseră la rândul lor admirația pentru el. Pe 14 mai 1655, Czarniecki a primit titlul de castelan al Kievului, titlul care îi asigura poziția de membru Senatului.

### Potopul
În timpul invaziei suedeze conduse de regele Carol al X-lea Gustav, Czarniecki s-a remarcat în timpul asediului Cracoviei. În ciuda faptului că a fost obligat să predea orașul, Czarniecki a capitulat în condiții avantajoase, reușind să se retragă cu armata și toate armele. El a rămas loial regelui Ioan Cazimir  chiar în condițiile în care cea mai mare parte a armatei, magnaților și hatmanilor trecuseră de partea suedezilor. În condițiile în care regele Ioan Cazimir susese obligat să se refugieze peste graniță și lua în considerație abdicarea, sprijinul puternic al lui Czarniecki l-au făcut pe monarh să-și schimbe deciziile și să continue lupta antisuedeză. Pentru sprijinul său necondiționat, regele l-a răsplătit cu funcția de regimentarz regal și cu noi moșii.
Czarniecki a condus un război de gherilă împotriva trupelor lui Carol al X-lea, care s-a dovedit foarte eficient, în ciuda opoziție hatmanilor reîntorși în slujba regelui. Forțele mobile suedeze s-au dovedit extrem de vulnerabile la atacurile gherilelor poloneze ale lui Czarniecki în ciuda superiorității puterii de foc a primilor. Czarniecki a fost învins de suedezi în  bătălia de la Gołąb din februarie 1656, dar și-a refăcut rapid forțele și a câștigat o serie de victorii, cea mai importantă fiind cea de la Warka din aprilie același an. Soarta războiului a fost schimbătoare pentru polonezi în acel an, Czarniecki fiind înfrânt în bătălia de la Kłecko. Aceste înfrângeri au avut un efect limitat totuși, iar Czarniecki a reușit să se retragă în ordine cu pierderi minime. Czarniecki a declanșat o mișcare populară antisuedeză în Polonia Mare, care a avut un mare succes. Czarniecki l-a sfătuit pe regele polonez să abordeze într-un mod diferit bătălia de la Varșovia, iar strategia pusă la cale de el a neutralizat în bună parte victoria suedeză. În ciuda sprijinului de care se bucura din partea regelui, Czarniecki era văzut de familiile nobile cu vechime ca un parvenit și au făcut tot ce le-a stat în putere să îl împiedice să obțină titlul de hatman în 1656. Regele l-a recompensat însă anul următor cu titlul de voievod al Ruteniei și cu acela extraordinar de „general și comandant adjunct al forțelor regale”, care îi confereau puteri egale cu cele ale unui hemtman. Titlul de hatman al Coroanei a fost atribuit lui Jerzy Sebastian Lubomirski, care fusese loial regelui în timpul Potopului și se dovedise un comandant iscusit, (care nu îl putea egala însă din punct de vedere militar pe Czarniecki), dar care era membru al unei familii de magnați. Czarniecki a spus în legătură cu această numire cuvintele care au devenit faimoase „Nu din sare sau țărână sunt făcut, ci din durere plămădit”. El făcea astfel aluzie la faptul că familia Lubomirski își clădise averea pe comerțul cu sare și pe agricultură și banii și politica, nu experiența militară, fuseseră decisivi în desemnarea Lobomirski în funcția de hatman.

### Ultimele bătălii
În 1657 Czarniecki și-a adus contribuția hotărâtoare la înfrângerea lui Gheorghe Rákóczi al II-lea. În 1658 și 1659 Czarniecki a luptat alături danezi împotriva suedezilor la Als și Kolding.

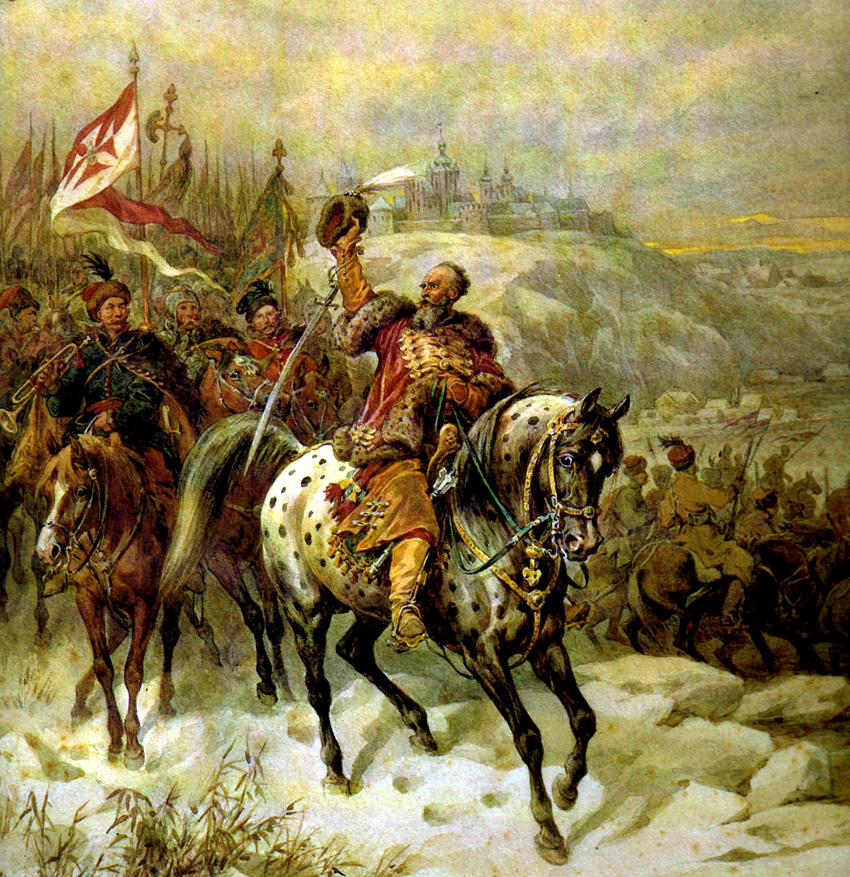
Czarniecki sub zidurile orașului Płoc tablou de Juliusz Kossak

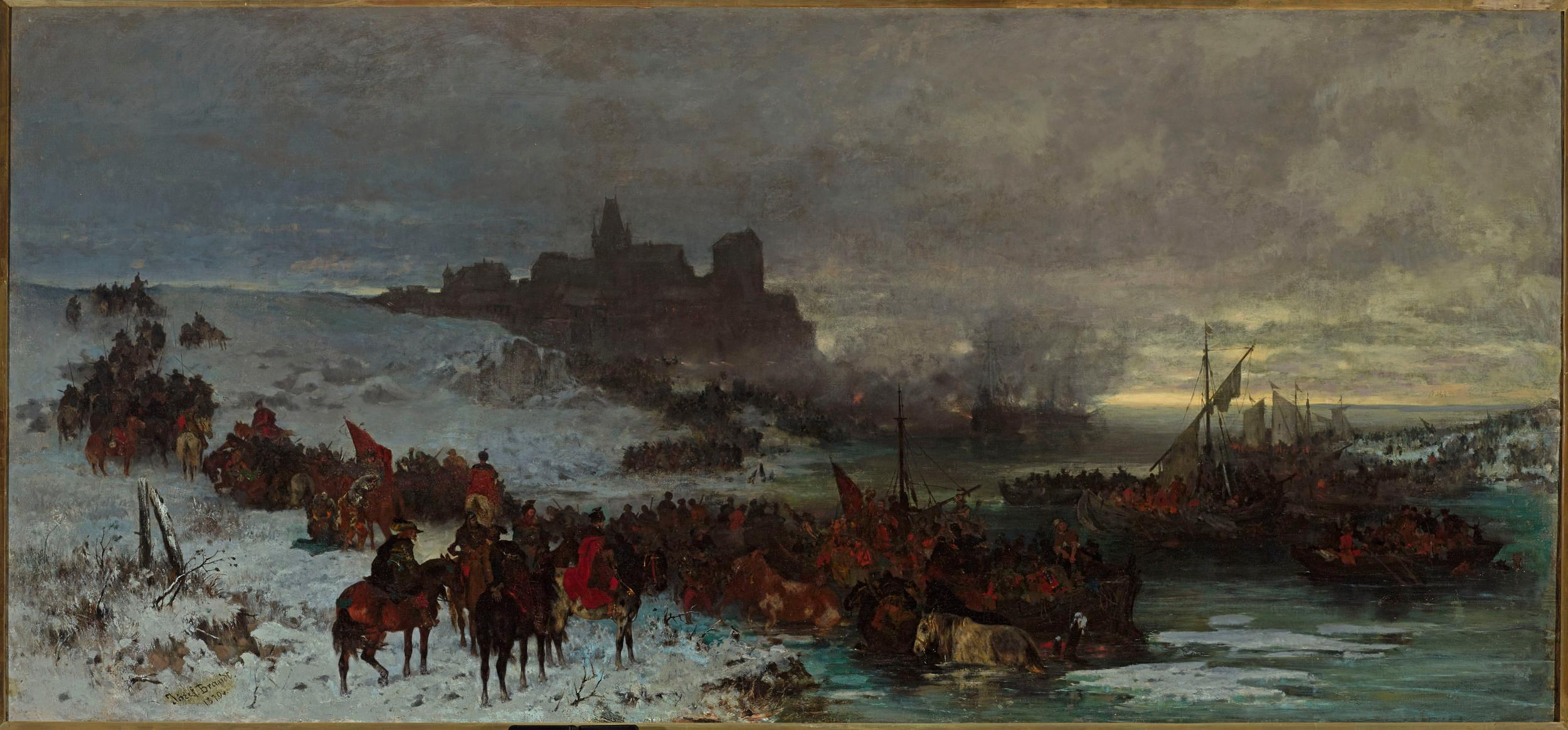
Czarniecki în bătălia de la Kolding, tablou de Józef Brandt

După semnarea păcii de la Oliwa, care a pus capăt unei dispute vechi dintre Polonia și Suedia, Czarniecki a fost transferat la frontiera de est, unde reizbucnise războiul cu Rusia. Czarniecki s-a  făcut din nou remarcat în campania împotriva rușilor, reușind să obțină victorii în bătăliile de la Połonka, Basia și Kuliszki. Victoriile din această campanie l-au dus pe Czarniecki pe culmile popularității. Regele Ioan Cazimir a încercat să îl implice pe marele comandant militar în planul său nepopular de modificare a modului în care era ales regele, practic de numire al unui succesor  (vivente rege – Ioan Cazimir îl dorea ca succesor pe Ludovic al II-lea de Bourbon). Reputația lui Czarniecki de lider militar neinteresat din punct de vedere material a primit o lovitură puternică atunci când el a fost criticat că și-ar fi însușit întreaga răscumpărare plătite de ruși pentru prizonierii luați de polonezi în bătălia de la Połonka. În 1662, în timpul lucrărilor Seimului, o serie de reprezentanți militari au cerut pedepsirea lui Czarniecki pentru însușirea ilegală a banilor.
Czarniecki a participat la ultima sa campanie militară în 1664. El a participat la un nou conflict cu Rusia, dar polonezii au fost nevoiți să ridice asediul cetății Hluhiv și să se replieze pentru ca să facă față unei noi rebeliuni a cazacilor  conduși de Ivan Sirko.
Pe 22 iulie 1664, Czarniecki a fost numit voievod al Kievului, iar pe 2 ianuarie 1665 a fost numit hatman de câmp al Coroanei. Mai înainte chiar ca să primească vestea numirii ca hatman, el a fost rănit în luptele de la Lisianka. Chemat în ajutor de rege, care tocmai intrase în conflict cu Lubomirski, Czarniecki nu a mai reușit să răspundă convocării, murind pe 16 februarie 1665 de pe urma urma rănii infectate în apropiere de Lviv.

## Moștenirea lui Czarniecki

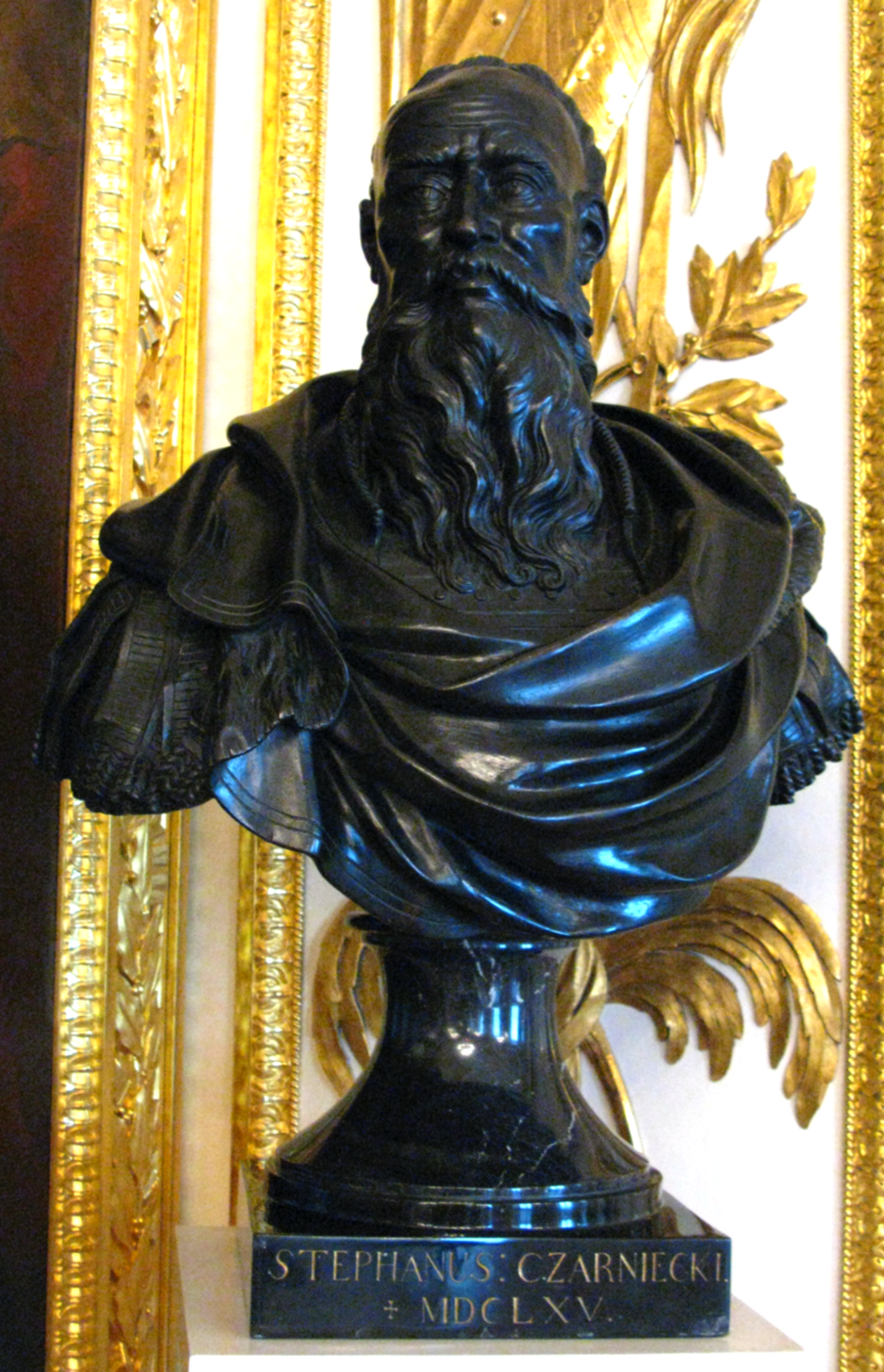
Un bust al lui Czarniecki de Andrzej Le Brun din Castelul Regal din Varșovia.

Czarniecki a avut parte de funeralii de stat la Varșovia și a fost înhumat în biserica ctitorită de el la  Czarnca. Moștenirea sa a fost primită de nepotul Stefan Stanisław Czarniecki, dar numele lui avea să se piardă, averea strânsă de hatman asigurând bunăstarea familiei  de maganați Branicki.
Czarniecki rămâne în conștiința națională drept cel mai vestit comandant polonez al tuturor timpurilor. Podhorecki îl consideră pe Czarniecki cel mai mare expert în tactica atacurilor și retragerilor rapide și subliniază că el este comandantul militar de rang înalt cu cel mai îndelungat stagiu militar – a participat la 27 de bălii mari și a comandat 17 dintre ele. Czarniecki este considerat principalul artizan al victoriei polonezilor în timpul Potopului, deși el a avut succese mult mai importante în luptele cu rușii. Cariera lui Czarniecki, care s-a transformat dintr-un șleahtic mărunt în hatman și unul dintre cei mai avuți magnați,  a fost fără precedent în istoria Poloniei.
Legenda sa a început să prindă contur încă din timpul vieții, Czarniecki devenind erou al unor poeme sau cântece populare. Unele dintre zvonurile care îi afectau prestigiul, apărute încă din timpul vieții, au supraviețuit și după moartea hemanului. În timpul Iluminismului polonez, Stanisław Potocki, Franciszek Karpiński, Julian Ursyn Niemcewicz and Franciszek Ksawery Dmowski i-au dedicat pagini elogioase, iar Michał Krajewski a publicat o biografie, lucrări care au întărit legenda eroului salvator al Poliniei din fața invaziilor și anarhiei. Această legendă a devenit mai puternică în timpul împărțirilor Poloniei, când artiștii Romantismului polonez l-au utilizat drept exemplu de patriotism și de comandant militar victorios. Poate cel mai cunoscut portret este făcut de Henryk Sienkiewicz în trilogia Prin foc și sabie, Potopul și Pan Wołodyjowski. Urmărirea invadatorului suedez prin Pomerania și Danemarca (1658-1659) și debarcarea polonezilor conduși de Czarniecki pe insula Als au fost menționate în cântecul legionilor poloneze care au luptat în armata napoleoniană, cântec care avea să devină mai târziu Imnul național al Poloniei. În timpul celei de-a doua Republici Poloneze au apărut lucrări istorice care au analizat viața și realizările lui Czarniecki cu instrumente științifice, fără exaltările patriotice romantice.  Władysław Czapliński avea să scrie despre Czarniecki a fost  „primul și cel mai de seamă soldat”, dar a prezentat în mod corect și erorile, brutalitatea și lăcomia hatmanului. Istoriografia modernă a lui Czarniecki include lucrări ale lui Czapliński, Stanisław Herbst, Adam Kersten și Zdzisław Spieralski; totuși Podhorecki nota faptul că deși Czarniecku a fost o personalitate marcantă a istoriei Poloniei, mult dezbătută în istoriografia Poloniei, el nu a reprezentat un subiect de mare interes pentru istoricii străini, deoarece activitatea sa a fost una prodigioasă numai în Polonia.

## Resurse internet
- Stefan Czarniecki (1599-1665) Arhivat în 5 iulie 2009, la Wayback Machine. – biografie pe Poland.gov.pl
- Memoria lui Stefan Czarniecki Arhivat în 19 iulie 2007, la Wayback Machine. de Witold Gombrowicz. Traducere din poloneză de Christopher Makosa